# إميل لارسن (مصارع رياضي)
إميل لارسن هو مصارع رياضي دنماركي، ولد في 6 أبريل 1888 في Nykøbing Falster ‏ في الدنمارك، وتوفي في 26 يونيو 1942 في كوبنهاغن في الدنمارك.

## وصلات خارجية
- إميل لارسن على موقع قاعدة بيانات المصارعة الدولية (الإنجليزية)
- إميل لارسن على موقع أوليمبيديا (الإنجليزية)